# A félszemű (film)
A félszemű (eredeti cím angolul: True Grit, magyarul am. Igazi elszántság) 2010-ben bemutatott amerikai western a Coen fivérek rendezésében, Jeff Bridges, Hailee Steinfeld, Matt Damon és Josh Brolin főszereplésével. A film Charles Portis azonos című regényének második adaptációja; a korábbi változatban John Wayne játszotta Bridges szerepét.
A produkció Észak-Amerikában 2010. december 22-én került a mozikba, kritikai- és közönségsikerrel kísérve, míg Magyarországon 2011. február 17-én mutatták be. A félszeműt tíz Oscar-díjra jelölték, köztük a legjobb film kategóriában.

## Cselekmény
A 14 éves Mattie Ross apját meggyilkolta egyik alkalmazottja, Tom Chaney, majd Ross lovával és a két kaliforniai aranyérméjével elvágtatott.
Mattie eljön apja holttestéért, s eltökélt szándéka felbérelni egy békebírót, aki felkutatja Chaneyt. A lány Rooster Cogburnt választja, mert őt nevezik meg a legkönyörtelenebbnek. Az iszákos és nehéz természetű Cogburn többször is visszautasítja az ajánlatot. Szálláshelyén Mattie találkozik egy LaBoeuf nevű texas rangerrel, aki már régóta Chaney nyomában van egy szenátor megölése miatt. Felajánlja Mattie-nek a segítségét, azonban a lány nem akarja, hogy egy másik bűnért, Texasban akasszák fel Chaneyt. Mikor végre sikerül meggyőznie Cogburnt, Mattie azt is kiköti, hogy a békebíróval tart az indián területre vezető embervadászatban. Másnap reggel azonban csak hűlt helyét találja Cogburnnek, így utánalovagol; hamar utoléri a LaBoeuffel társult férfit. Mattie csalást kiált Cogburnre, s ügyvédjével fenyegeti, amiért nélküle indult útnak, ráadásul Texasba akarja vinni Chaneyt LaBoeuffel, osztozva a vérdíjon. Cogburn végül belemegy, hogy a lány vele tartson, ellenben LaBoeufnak cseppet sem tetszik az ötlet, így elválik tőlük.
Cogburn és Mattie éjszakára egy elszigetelt kunyhóhoz ér, ahol két törvényenkívüli rejtőzik. Cogburn nekik szegezi a kérdést, hogy látták-e a bandita Ned Peppert, akihez Chaney feltehetőleg csatlakozott. A két férfi egymás ellen fordul, s Cogburn lelövi egyiküket. A haldokló másik elárulja, hogy Pepper rövidesen visszatér. Cogburn és Mattie elrejtőzik a hegyoldalban. Váratlanul LaBoeuf tűnik fel, majd megérkeznek a banditák is, s elbánnak a rangerrel. Cogburn lövéseket ad le, a négyből három férfival végezve, s véletlenül megsebesítve LaBoeufet is a karján. A következő napon együtt haladnak tovább, ám Cogburn és LaBoeuf nézeteltérései hátráltatják küldetésüket, s egyébként is mindketten tudják: a nyom kihűlt, Chaney mostanra feltehetőleg végleg kereket oldott. A részeg Cogburn közli Mattie-vel, hogy kihátrál az alkuból, s LaBoeuf is elköszön tőle, hogy ismét a maga útjára induljon.
Reggel Mattie vízért megy a sekély folyóhoz, mikor a túlparton megpillantja Chaneyt. Pisztolyával megsebesíti, azonban a döntő pillanatban a fegyver csütörtököt mond, így a férfi elhurcolja a lányt Pepperhez. Pepper a lány megölésével fenyegeti Cogburnt, így a békebíró elindul az ellenkező irányba. Mivel nincs elég lovuk mindenkinek, Pepper a táborhelyen hagyja Mattie-t, és Chaneyre bízza. Biztosítja, hogy küldenek egy lovat, s kiköti, hogy ne bántsa a lányt, különben nem kapja meg a jussát. Mattie és Chaney szemtől szemben ül egymással, ám nem sokáig: a férfi a lány torkának esik; időben érkezik LaBoeuf, aki lövések irányába lovagolva találkozott Cogburnnel, s tervet szőttek. Cogburn egymaga száll szembe Pepperrel és bandájával; a gyeplőt a szájába véve, mindkét kezében pisztollyal vágtat ellenfelei felé, s Pepper kivételével mindegyiket megöli, ám szorult helyzetbe kerül. A súlyosan sérült bandavezért az utolsó pillanatban lövi le a magaslatról LaBoeuf, megmentve a békebírót. A magához tért Chaney hirtelen leüti a rangert. Mattie gyorsan cselekszik: megragadja a karabélyt, s teljesítve fogadalmát, végez apja gyilkosával. A fegyver azonban erősen hátrahord, s Mattie egy mély, mérgeskígyókkal teli gödörbe zuhan. Cogburn érkezik kimenekítésére, ám a baj már megtörtént. A békebíró biztosítja LaBoeufet, hogy küld érte, s sietve elvágtat az alig eszméleténél lévő Mattie-vel. Miután a ló végleg kimerül, Cogburn futva viszi tovább az orvoshoz a lányt, akinek a kígyóméreg a karját követeli, de az életét nem.
Huszonöt évvel később Mattie meghívólevelet kap Cogburntől, aki utazóelődásban lép fel. A 40 éves nő azonban már nem találkozhat a férfival, akinek az életét köszönheti. Saját birtokára viteti a békebíró testét.

## Szereplők
- Jeff Bridges mint Reuben J. „Rooster” Cogburn békebíró (magyar hangja Reviczky Gábor[2][3]): A törvény kemény kezű, magának való embere, akit időnkénti túlkapásai már a bíróságig juttattak. Gyakran néz a whiskysüveg fenekére, de még részegen is fenyegetést jelent azokra, akikkel szembekerül. Eleinte nem foglalkozik Mattie Ross ajánlatával, ám a pénz látványa kellő ösztönzésként szolgál számára. Jobb szemén szemfedőt visel.
- Hailee Steinfeld mint Mattie Ross (magyar hangja: Csifó Dorina[2]): 14 éves, állhatatos és talpraesett lány, aki a saját feladatának tekinti megbosszulni apja halálát. Kezdetben Cogburn és LaBoeuf is teherként tekint rá, de idővel kivívja elismerésüket.
- Matt Damon mint LaBoeuf (magyar hangja Stohl András[2]): Texas ranger, aki már hosszú ideje, több államon átívelve üldözi Tom Chaneyt. Útitársa lesz Cogburnnek és Mattie-nek, akik gyakran űznek gúnyt személyéből és törvényi szerepéből, ám ő lelkiismeretesen bizonygatja a rangeri rang komolyságát. Eleinte képtelen megbirkózni a gondolattal, hogy egy gyerek mellett lovagoljon, ám Mattie végül felnő a szemében.
- Josh Brolin mint Tom Chaney (magyar hangja: Kardos Róbert[2]): Becstelen férfi, aki egy összetűzés közepette lelőtte munkaadóját, kereket oldott annak holmijával, és csatlakozott Ned Pepper bandájához. Végzete végül utoléri.
- Barry Pepper mint „Lucky” Ned Pepper (magyar hangja Anger Zsolt[2]): Jellegzetes megjelenésű bandita, akit Cogburn jól ismer, s Chaney kézre kerítése jó alkalmat szolgáltat rá, hogy egyszer s mindenkorra leszámoljon vele.

## Háttér
A projektről már 2008 februárjában felröppentek hírek, azonban elkészítését csak 2009 márciusában jelentették be hivatalosan. A forgatás megkezdése előtt Ethan Coen úgy nyilatkozott, a film sokkal hűbb lesz a regényhez, mint a korábbi, 1969-es adaptáció.
Ez részben nézőpont kérdése. A könyvet teljes egészében a 14 éves lánytól halljuk. Ez kissé megbillenti az egész hangulatát bizonyos módon. Szerintem [a könyv] sokkal viccesebb, mint a [korábbi] film volt, ami szerintem sajnálatos módon sokat hagyott el a humorból mind helyzeteiben, mind a lány narrációjában. A befejezés is más eredetileg, mint a filmben. Láthatja a néző a főszereplőt – a kislányt – 25 évvel később, mikor már felnőtt. Még egy dolog, amiben kicsit eltér a filmtől – és ennek talán csak a korszak az oka, amiben a film készült –, hogy sokkal keményebb és erőszakosabb, mint ahogy a film tükrözi. És egyfelől éppen ez az érdekes benne.
Mattie Ross „egy kellemetlen alak”, mondja Ethan Coen egy 2010 decemberi interjúban, „de van benne valami mélyen csodálatra méltó a könyvben, ami magával ragadott minket,” beleértve a presbiteriánus-protestáns etikát, ami oly erősen jelen van ebben a 14 éves lányban. Joel Coen elmondása szerint nem akartak igazgatni a szerintük nagyon erős történeten és jellemeken, ami már adott volt a regényben. A  film producere, Scott Rudin elárulta, a Coen fivérek szabályszerűen és tisztelettudóan közelítették meg a western műfaját, s a kaland és a küldetés kap hangsúlyt. „A szereplők dialektusa, a nyelv szeretete, ami áthatja az egész filmet, nagyon is rokonítja a többi filmjükkel, de ez eddig a legkevésbé ironikus, több szempontból is.” Mattie Ross szerepére nyílt meghallgatást tartottak 2009 novemberében, Texasban. A következő hónapban a Paramount Pictures szereplőválogatást jelentett be, akit kerestek, meghatározásuk szerint egy 12-16 éves lány, „egyszerű, elhivatott és határozott fiatal nő, akinek szokatlanul acélos idegei és lényegre törő természete gyakran meglepő.” Az akkor 13 éves Hailee Steinfeldet 15 ezer jelentkező közül választották ki. „Biztos el tudják képzelni, mennyit aggódtunk a dolog miatt”" – meséli Ethan Coen a The New York Times-nak. „Tudtuk, ha a gyerek nem megfelelő, annyi a filmnek”. A film utolsó jelenetsorában szereplő Elizabeth Marvelnek szüksége volt egy félkarú dublőrre. Az országosan meghirdetett keresés után a Coen fivérek Ruth Morrist választották, egy 29 éves szociális munkást és diákot, aki a bal alkarja nélkül született.
A forgatás az új-mexikói Santa Fe környékén zajlott 2010 márciusában és áprilisában, illetve két texasi városban, Grangerben és Austinban.
A film első előzetese 2010 szeptemberében látott napvilágot, míg a második, hosszabb változat premierje a Social Network – A közösségi háló vetítései előtt volt, októberben. A félszemű korhatárát az Amerikai Filmszövetség PG-13-as kategóriába sorolta, ami a Coen fivérek munkái között korábban csak vígjátékok esetében (Arizonai ördögfióka, Ó testvér, merre visz az utad?, Kegyetlen bánásmód) fordult elő; a legtöbb munkájuk R-es, azaz csak felnőtt közönségnek szól.

## Fogadtatás

### Kritikai visszhang
A filmet széles körben dicsérték a kritikusok: a Rotten Tomatoes jelentése szerint az újságírók 95%-a kedvezően nyilatkozott A félszeműről, s a több mint 200 vélemény átlagosan 8,3 pontra ítélte a lehetséges 10-ből. A weboldal konszenzusa szerint „A félszemű méltó társa Charles Portis könyvének, köszönhetően Jeff Bridges, Matt Damon és az újonc Hailee Steinfeld erős alakításának és a Coen fivérek kiválóan hangolt, természetes munkájának.” A Metacritic által mért átlagos pontszám 80/100-on alakult, 40 élvonalbeli kritikus véleménye alapján, ami „általában pozitív kritikákat” jelent. A Total Film című filmes magazin maximális értékelés mellett azt írta, „Ez nem remake, sokkal inkább mesteri újraalkotás. Nem csupán nyerőbb az 1969-es változatnál, hanem 2011 első nagyszerű filmje.”
Roger Ebert filmkritikus 3,5 csillagra értékelte A félszeműt a lehetséges 4-ből, mondván, „Furcsa, hogy úgy írom le a történetet és magát a filmet, mintha egyszerűen csak egy jó […] western volna. Azért meglepő ez, mert a Coen fivérek filmjéről van szó, s ez pályájuk első egyértelmű műfaji munkája. […] Szakértelmük egyszerűen csodálatos,” s hozzáteszi még, „Roger Deakins operatőri munkája emlékeztet bennünket arra, milyen dicsőséges volt, s tud még ma is lenni a western.” Kenneth Turan, a Los Angeles Times munkatársa 5-ből 4 pontra értékelte a produkciót, s úgy vélte, „A Coen fivérek, akiknek nem szokása a finomkodás, visszaállították az eredeti, sivár és elégikus befejezést, s írói-rendezői minőségükben olyan verzióval álltak elő, aminek több történése is megegyezik az első filmváltozatáéval, de hangvételben sokkalta közelebb áll a könyvhöz…Egyértelműen felismerve Portis az övékéhez hasonló szellemiségét, a különc szereplőkhöz való vonzódását és szokatlan nyelvezetét, keményen dolgoztak, és sikeresen, hogy az élénk regényt és saját fekete humorú nyomatékukat is megfelelően kiszolgálják.” A Minneapolis Star Tribune-ben megjelent írásában Colin Covert úgy érezte, „A Coen fivérek visszavettek excentricitásukból és megalkották első klasszikus keretek között készült, nézőbarát zsánerfilmjüket. Az eredmény mesteri.” Az Amerikai Katolikus Püspöki Konferencia kivételesen jónak titulálta a filmet, mivel „archetípus szereplői, mitikus atmoszférája és szórakoztató, egyéni sajátossággal bíró dialógusai közepette Joel és Ethan Coen író-rendezők magával ragadó drámája főhősnője érzékeny szemszögét használja – szép számú bibliai és vallásos utalás mellett – a határvidéki élet erőszakos sodrásának tükrözésére.”
Red Reed a New York Observertől kritizálta a film tempóját, a cselekmény egyes elemeiről úgy vélekedve, „pusztán figyelemelterelés…arról a tényről, hogy semmi sem történik valójában.” Reed szerint Damon „reménytelenül elbaltázott választás,” Bridges pedig csak dörmög, vánszorog és önmagát élvezi.

#### Díjak és jelölések
A félszeműt 10 Oscar-díjra jelölte az Amerikai Filmakadémia, a legjobb film, a legjobb rendező, a legjobb adaptált forgatókönyv, a legjobb férfi főszereplő (Bridges), a legjobb női mellékszereplő (Steinfeld), a legjobb fényképezés, a legjobb díszlet, a legjobb jelmez, a legjobb hangkeverés és a legjobb hangvágás kategóriákban. A 2010. február 27-én tartott gálán azonban a produkció győzelem nélkül maradt. Joel és Ethan Coen producerként, rendezőként és íróként is esélyes volt, míg Bridgest olyan szerepért nominálták, ami korábban már meghozta az elismerést valakinek.
A Brit Filmakadémia Roger Deakins operatőr munkáját díjazta, s ezen felül hétszeresen volt még esélyes a film a BAFTA-díjra, egyebek mellett a legjobb film, a legjobb férfi főszereplő kategóriákban, illetve Hailee Steinfeld itt a főszereplők között szállhatott versenybe. A színésznő alakítását – mellékszereplőként – számos kritikusi szervezet díjazta, így Austin, Chicago, Kansas City és Toronto városa, továbbá a Central Ohio-i és az online kritikusok. Fiatal színészeknek járó kitüntetést kapott a Las Vegas-iaktól, s jelölte a Színészek Szakszervezete is, akárcsak Bridgest. Boston Deakinst részesítette díjban, ahogy a Central Ohio-i, a phoenixi és az online tömörülés is.
A félszeműt egyetlen kategóriában sem jelölték Golden Globe-díjra. Számos internetes oldal és blog igyekezett választ találni e hiányosságra, egyúttal gyakran hangot adva a negatív kritikákban részesült Az utazó három jelölése feletti értetlenségüknek. A Los Angeles Times szerint problémás volt eldönteni, hogy A félszemű a drámai vagy a vígjátéki kategóriában induljon, s ez okozta mellőzését (a filmet a vígjáték kategóriába nevezték), illetve az, hogy a HFPA, vagyis a Golden Globe-ot odaítélő külföldi újságírók nem kedvelik a tipikusan amerikai western műfaját, s inkább az európai ízű produkciókat preferálják, amilyen Az utazó is. Az Entertainment Weeklyben megjelent cikk ugyancsak felvetette, hogy a westernt egyszerűen nem favorizálja a csoport, vagy épp a Coen fivérek munkásságát, ám végül egyetlen felmerült magyarázatot sem nyilvánítottak valószínűnek.

### Box office
A 38 millió dollárból készült A félszemű 2010. december 22-én, szerdán került az észak-amerikai mozikba, s a szezon egyik legnagyobb sikerévé vált. A toplista második helyén befutva az Utódomra ütök mögött, öt nap alatt 36 millió dollárt gyűjtött 3047 mozi 3900 vásznáról, ebből a hétvégi (péntek–vasárnap) eredménye közel 25 millió dollárt mutatott – kétszer annyit, mint amennyiről az előrejelzések szóltak. Ez az eredmény a legmagasabb a vegytiszta westernfilmek körében, s ötnapos bevétele nagyjából azonos nézettséget takar a Nincs bocsánatéval. A nyitóhétvégén a film közönségének 65%-a férfi volt, 70% pedig 24 év fölötti. Az újév napját is magában foglaló második hétvégén lényegében nem változott a film bevétele, s január 2-ával bezárólag 86 millió dollárt ért el; vagyis 12 nap leforgása alatt a Nem vénnek való vidéket megelőzve a Coen fivérek legsikeresebb munkája lett, s egyúttal az 1993-as Tombstone – A halott város óta a leglátogatottabb westernfilm. A továbbiakban is kedvező számok születtek, forgalmazásának 18. napján a film átlépte a 100 millió dolláros határt, s ekkor, a harmadik hétvégéjén a lista első helyét is megszerezte. A 150 millió dollárhoz 44 napra volt szüksége, s két hónappal a premier után is még majd 2 millió dollár értékben keltek el rá jegyek hétvégi szinten. 2011. március elején a film bevétele megközelítette a 170 millió dollárt, amivel a második legnagyobb bevételt elért westernné vált a Farkasokkal táncoló mögött, s Jeff Bridges másik 2010 decemberi filmjét, a nagy költségvetésű TRON: Örökséget is csaknem utolérte.
A forgalmazó Paramount Pictures A félszemű nézői közé a Coen fivérek addigi legnagyobb sikere, a 2007-es Nem vénnek való vidék – felnőtt – nézőit várta, illetve a halványuló western műfaj rajongóit. Azonban a film jó híre és profi marketingje, s nem utolsósorban a kedvező korhatár-besorolása népszerű választássá tette a tizenéves fiúk és fiatal férfiak, sőt, az idősebb gyerekekkel rendelkező családok számára is – mutatott rá a bemutatót követően nem sokkal a Los Angeles Times. „A kulcs az, hogy a film hangvétele kellően szórakoztató és általános ahhoz, hogy többgenerációs közönséget megszólítsunk” – nyilatkozta Rob Moore, a Paramount alelnöke. A film a legnagyobb forgalmat szokás szerint New York-i és Los Angeles-i mozikban élvezte, azonban az első húszba bekerültek olyan, az államok középső részén fekvő városok is, mint Oklahoma City, a texasi Plano és a kansasi Olathe.